# لوكاش ماسشيك
لوكاش ماسشيك (بالبولندية: Łukasz Maszczyk)‏ (مواليد 15 ديسمبر 1984) هو ملاكم بولندي، مثّل بلاده في الألعاب الأولمبية الصيفية 2008.

## روابط خارجية
لوكاش ماسشيك على موقع بوكس ريك (الإنجليزية) (registration required)
- لوكاش ماسشيك على موقع اللجنة الأولمبية الدولية (الإنجليزية)
- لوكاش ماسشيك على موقع أوليمبيديا (الإنجليزية)
- لوكاش ماسشيك على موقع اللجنة الأولمبية البولندية (مؤرشف) (البولندية)